# Barkóczy József
Barkóczy József (Tengőd, Tolna vármegye, 1902. április 27. – Tengőd, Somogy megye, 1961. január 21.) gazdálkodó, a Demokrata Néppárt országgyűlési képviselője.

## Életpályája

### Gyermek- és ifjúkora
Barkóczy József (1874-1919) gazdálkodó és Krémer Anna (1880-1949) második gyermeke, bátyja azonban csecsemőkorában elhunyt. római katolikus vallásban nevelkedett.
Az elemi iskola hat osztályát végezte el szülőfalujában, Tengődön, de aztán a családi gazdaságba szegődött. Apja halála után pedig önálló gazdálkodóvá vált. 1936-ban a község bírójának, valamint egyházközségi képviselő testület élére is megválasztották, amely testületnek haláláig vezetője maradt.
1938-ban behívták katonának, részt vett az erdélyi bevonulásban. 1943-ban harcolt a szovjet fronton, 1944-ben leszerelték.

### Családja
1924-ben kötött házasságot Iván Teréziával. Két gyermekük született József és Gellért. Barkóczy Gellért a rendszerváltás után a Független Kisgazdapárt politikusa lett. 1991-től Somogy megyei elnök. 1994-ben és 1998-ban is beválasztották az Országgyűlésbe, 2002-ben azonban már nem jutott mandátumhoz.

### Politikai pályája
Már a két világháború között belépett a Független Kisgazdapártba, de jelentős szerepet még nem vállalt. 1945-ben felkerült a párt Somogy megyei listájára, de 1947-ben kilépett a kisgazdapártból, mert elégedetlen volt annak politikai irányvonalával, és csatlakozott a Demokrata Néppárthoz. Az 1947. augusztus 31-i országgyűlési választásokon a Baranya és Tolna megyei listáról bejutott az Országgyűlésbe. 1948 júniusában kilépett a Demokrata Néppártból, de mandátumát megtartotta. Kilépése másnapján került sor az 1948. évi XXXIII-as, az iskolák államosításáról szóló törvény vitájára - és elfogadására. Az ülésnapon felszólalt, és a házelnök szerint beszédében megsértette Ortutay Gyula vallás- és közoktatási minisztert. Eljárás indult ellene, melynek hatására három hónapra kizárták a törvényhozás munkájából.

### A diktatúra idején
Mandátumának lejárta után rendőri megfigyelés alá került. Koholt vádak alapján 1952-ben letartóztatták és hat év börtönre ítélték, Oroszlányban és Márianosztrán raboskodott. 1956 májusában feltételesen szabadlábra helyezték.
Az 1956-os forradalom napjaiban a Tengődi Nemzeti Bizottság tagjává választották. Majd a megtorlások idején, 1957 májusában letartóztatták, brutálisan megverték és internálták Kistarcsára majd Tökölre. 1958 októberében szabadult.
A bántalmazások és nyomorúságos körülmények kikezdték egészségét, hamarosan agyvérzést kapott, és 1961-ben elhunyt.

### Rehabilitációja
Az 1952-es törvénytelen ítéletet a Siófoki Városi Bíróság 1990-ben megsemmisítette.